# プリピャチ川
プリピャチ川（プリピャチがわ、ベラルーシ語:Прыпяцьプルィーピャチ；ウクライナ語:Прип'ятьプルィーピヤチ；ロシア語:Припятьプリーピャチ）は、ベラルーシからウクライナへと流れている川である。ドニエプル川の支流の1つであり、チョルノブィリ下流でドニエプル川（キエフ貯水湖）に合流する。川の周辺は大規模な湿地帯（プリピャチ湿地、ピンスク湿地）が形成されている。
流域は主にベラルーシであり、ベラルーシとウクライナの間に広がる湿地の多いポリーシャ地方の主要な河川である。
流域に湖、沼地、泥炭地、砂丘、湿潤草地、河畔林が多く、川とその周辺にはヨーロッパウナギ、ムジナモ、コチョウザメ、ハシボソヨシキリ、カリガネ、オグロシギ、エリマキシギ、メジロガモなどが生息している。上流部のウクライナ領内のプリピャチ川氾濫原とベラルーシのプリピャチ川・ストィル川のプロストィリ氾濫原、中流部のベラルーシ領内の国立風景保護区およびプリピャチ国立公園はラムサール条約登録地である。
チェルノブイリ原子力発電所のすぐ近くを流れており、1986年に同発電所で起こった事故より汚染された。

## 外部リンク

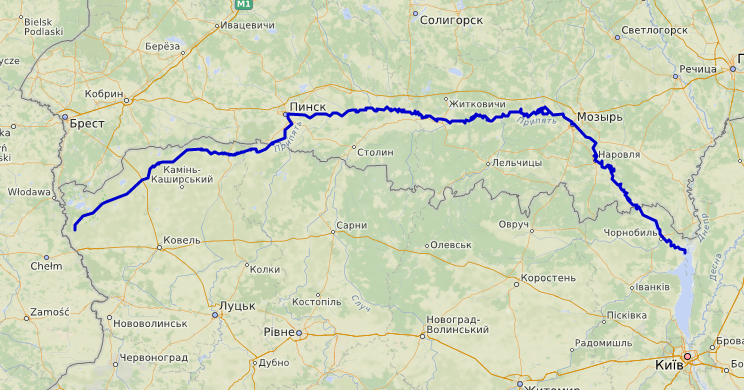
流路図。ウクライナからベラルーシに入った後、またウクライナに入り、ドニエプル川と合流する。